# Bobrowniki Śląskie-Piekary Rudne
Bobrowniki Śląskie-Piekary Rudne – dzielnica Tarnowskich Gór, utworzona w 1998 roku.

## Położenie
Dzielnica Bobrowniki Śląskie-Piekary Rudne znajduje się na południowym wschodzie miasta. Od północy sąsiaduje z dzielnicą Osada Jana oraz sołectwem Nakło Śląskie należącym do gminy Świerklaniec, od wschodu z miastem Radzionków, od zachodu ze Śródmieściem-Centrum i Reptami Śląskimi, zaś od południa z miastem Bytom.

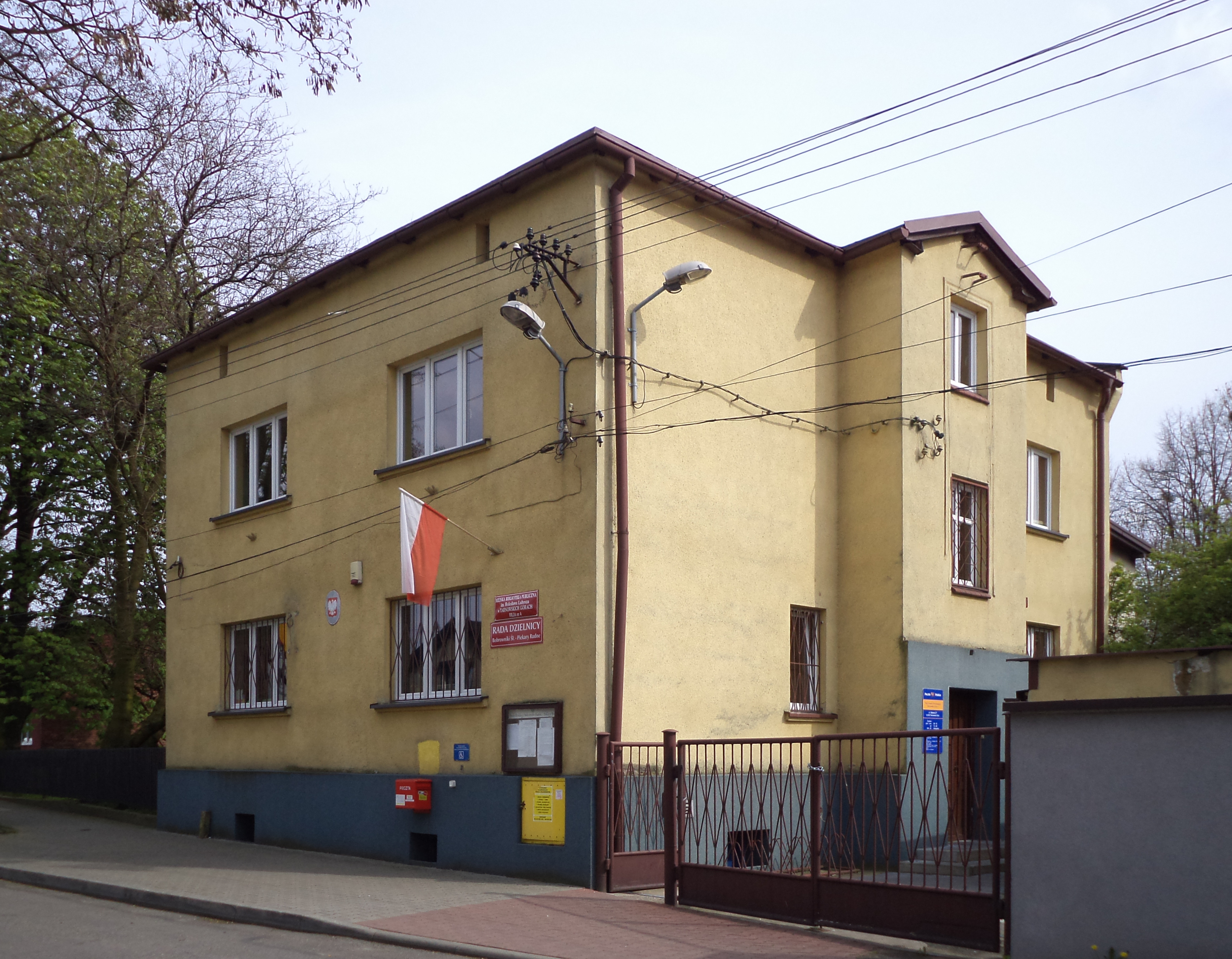
Budynek dawnego urzędu gminy Bobrowniki – obecnie siedziba rady dzielnicy, poczty oraz Filii nr 4 Miejskiej Biblioteki Publicznej im. Bolesława Lubosza w Tarnowskich Górach

## Miejscowości tworzące dzielnicę
W skład dzielnicy wchodzą:
- Bobrowniki[3] (niem. Bobrownik) – dawniej wieś i samodzielna gmina,
- Fajfrowiec (niem. Pfeifferkolonie) – pierwotnie kolonia Bobrownik,
- Kunszt (niem. Kolonie Friedrichsgrube) – pierwotnie kolonia Bobrownik,
- Osiedle Królów – współczesna kolonia Piekar Rudnych,
- Piekary Rudne[3] (niem. Rudy Piekar) – dawniej wieś i samodzielna gmina,
- Segiet (niem. Segeth) – pierwotnie folwark rozbudowany współcześnie o domy jednorodzinne.

Najstarszymi miejscowościami dzielnicy są Bobrowniki i Piekary Rudne, mające rodowód średniowieczny. Wzmiankowane są po raz pierwszy w 1369 roku – w dokumencie podziału ziemi bytomskiej między książąt cieszyńskich i oleśnickich.

## Obiekty zabytkowe i atrakcje przyrodnicze

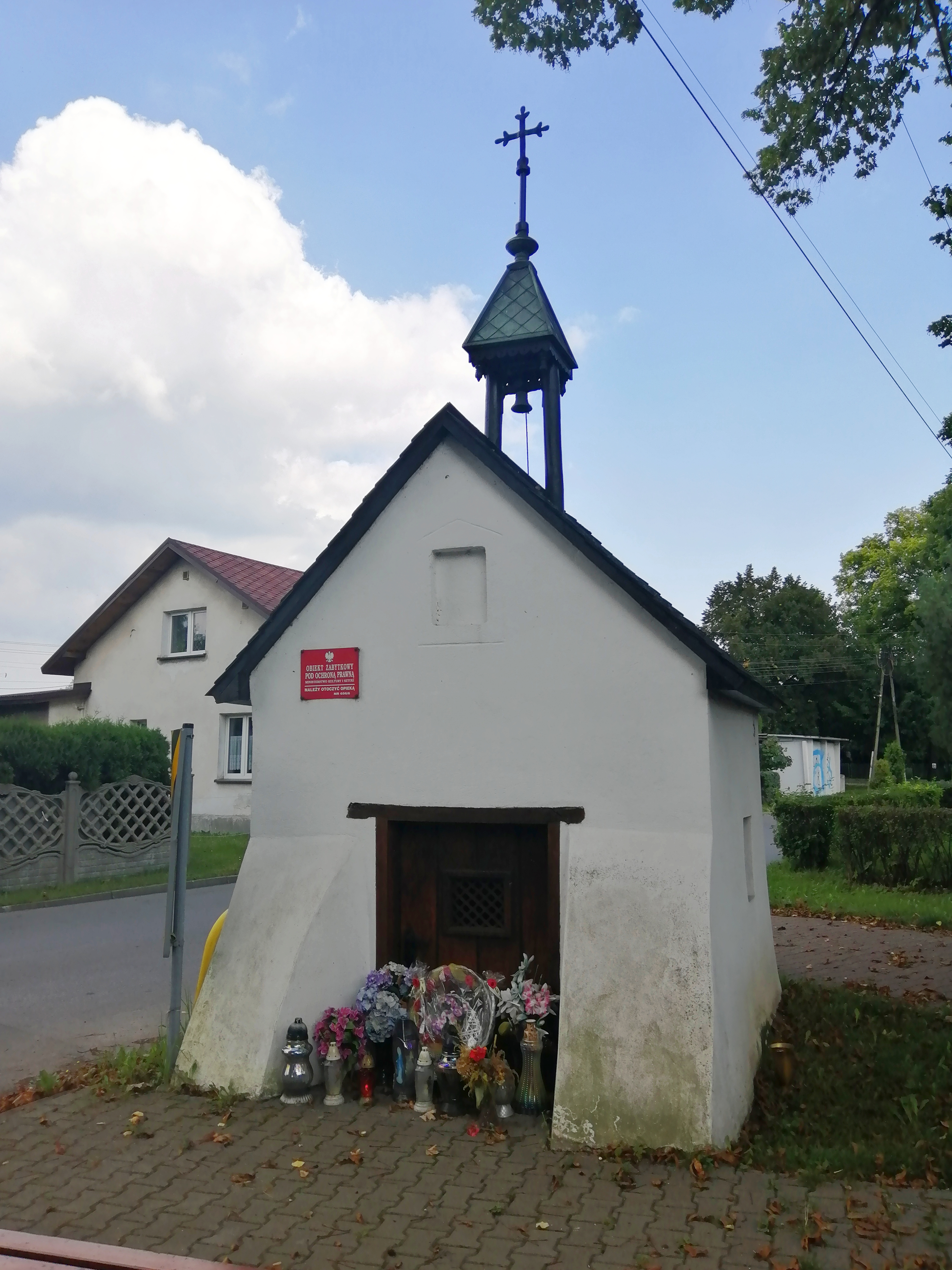
Zabytkowa kapliczka z XIX wieku przy ul. Głównej

- kapliczka murowana w centrum starej wsi Bobrowniki z XVIII w. (wpisana do rejestru zabytków, powstała na miejscu wcześniejszej budowli, w niej znajdowała się późnogotycka drewniana figura Matki Boskiej z Dzieciątkiem z XVI w. – obecnie w kościele parafialnym),
- układy ruralistyczne średniowiecznych wsi Bobrowniki i Piekary Rudne,
- rezerwat bukowy Segiet, położony w południowej części Bobrownik na Srebrnej Górze (247 m n.p.m.), utworzony w 1953 r.
- Park Kunszt – pomnik przyrody z zabytkową hałdą upamiętniającą odkrycie pierwszego złoża ołowiu w 1784 r. i terenem dawnej kolonii górniczej Kunszt oraz miejscem, gdzie stała trzecia na kontynencie maszyna parowa z 1787/1788 r.,
- kamieniołom „Bobrowniki” z 1903 r. (w południowej części Bobrownik przy granicy z Bytomiem),
- XIX-wieczna hałda popłuczkowa kopalni Fryderyk przy kolei wąskotorowej,
- kompleks porośniętych lasem hałd pogórniczych na Suchej Górze (252 m n.p.m.); w XIX w. na jej szczycie znajdowała się wieża triangulacyjna stanowiąca jeden z kilku węzłowych punktów pruskiej osnowy geodezyjnej,
- neoromański kościół Przemienienia Pańskiego z 1911 roku,
- XIX-wieczny krzyż przydrożny z polskim napisem (gwarowym) w Piekarach Rudnych przy ul. Radzionkowskiej,
- XIX-wieczne stodoły w Piekarach Rudnych i Bobrownikach, zbudowane z kamienia szlakowego oraz z miejscowego dolomitu i wapienia,
- na zachód od Bobrownik, w granicach dzielnicy Śródmieście-Centrum, znajduje się Zabytkowa Kopalnia Srebra, stanowiąca wyodrębnioną z różnowiekowych podziemnych wyrobisk górniczych (głównie XVIII-XIX-wiecznych wyrobisk kopalni Fryderyk) trasę turystyczną prezentującą dzieje i tradycje górnictwa kruszcowego w okolicy Tarnowskich Gór (jest to główna atrakcja turystyczna Tarnowskich Gór), z naziemnym skansenem maszyn parowych,
- zachodnim skrajem Bobrownik przebiega trasa turystycznej kolejki wąskotorowej, wiodącej z Bytomia do Miasteczka Śląskiego, z dawną stacją Repty położoną koło Kunsztu oraz przystankiem Tarnowskie Góry Kopalnia Srebra przy ul. Leopolda Staffa.

## Herb dzielnicy
W latach 2011–2015 dzielnica Bobrowniki Śląskie-Piekary Rudne posiadała własny herb. Zgodnie ze statutem dzielnicy, uchwalonym 16 marca 2011 roku przez Radę Miejską w Tarnowskich Górach, herbem dzielnicy był:

(...) brązowy bóbr, siedzący na zielonym pagórku, umieszczony na niebieskim polu.

## Transport

### Transport drogowy

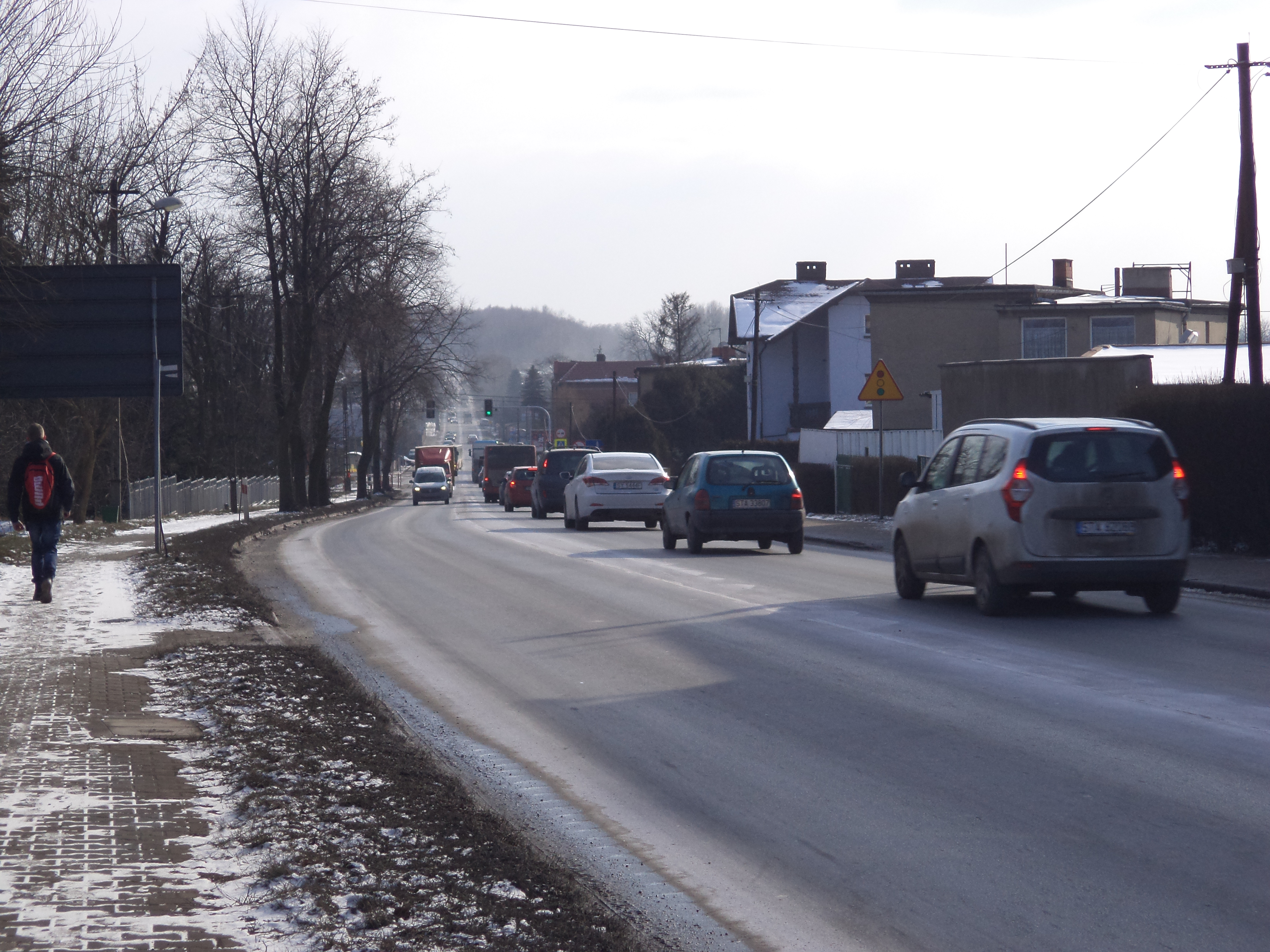
Ulica Józefa Korola – główna ulica dzielnicy

Główną drogą przebiegającą przez dzielnicę Bobrowniki Śląskie-Piekary Rudne jest ulica Korola, stanowiąca część drogi krajowej nr 11. Krzyżuje się z nią m.in. ulica Radzionkowska – droga powiatowa (nr 3271S) klasy Z biegnąca na południowy wschód w kierunku Radzionkowa – oraz kierująca się na zachód ul. Główna będąca drogą gminną klasy Z o numerze 270 052 S.

### Komunikacja miejska

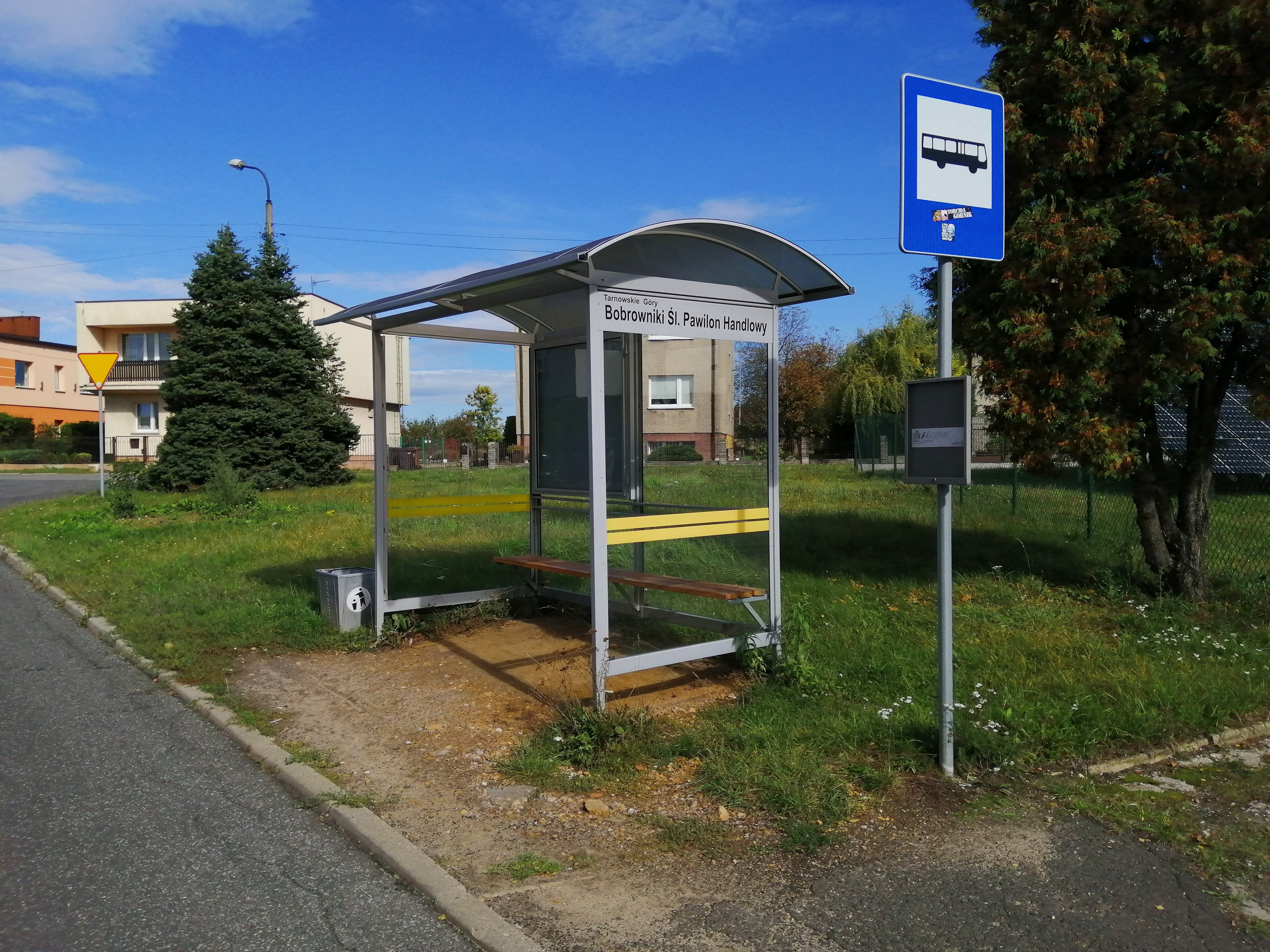
Przystanek Bobrowniki Śląskie Pawilon Handlowy przy ul. Kazimierza Wielkiego

Publiczny transport zbiorowy na terenie dzielnicy obejmuje przewozy autobusowe, których organizatorem od 1 stycznia 2019 jest Zarząd Transportu Metropolitalnego.
Według stanu z sierpnia 2024 przez Bobrowniki Śląskie-Piekary Rudne przejeżdżają i zatrzymują się autobusy kursujące na liniach:
- M3 (Tarnowskie Góry Dworzec – Katowice Piotra Skargi),
- M102 (Tarnowskie Góry Dworzec – Bytom Dworzec),
- 19 (Tarnowskie Góry Dworzec – Bytom Dworzec),
- 142 (Tarnowskie Góry Dworzec – Strzybnica Kościelna),
- 158 (Tarnowskie Góry Dworzec – Rokitnica Pętla),
- 174 (Sowice Czarna Huta – Bobrowniki Śląskie),
- 289 (Tarnowskie Góry Dworzec – Repty Śląskie Witosa),
- 735 (Bytom Dworzec – Tarnowskie Góry Dworzec),
- 749 (Tarnowskie Góry Plac Zembali – Stare Tarnowice GCR).

Na terenie dzielnicy znajdują się przystanki: Bobrowniki Śląskie, Bobrowniki Śląskie Radzionkowska, Bobrowniki Śląskie Poczta, Bobrowniki Śląskie Sikorskiego, Bobrowniki Śląskie Pawilon Handlowy i Bobrowniki Śląskie Bolesława Śmiałego.

## Sport
W dzielnicy działa klub piłkarski KS Górnik Bobrowniki Śląskie z siedzibą przy ulicy Piotra Skargi 15. Pierwszy zespół obecnie (sezon 2019/2020) gra w rozgrywkach klasy okręgowej w grupie śląskiej I, natomiast Górnik II Bobrowniki Śląskie rywalizuje w ramach śląskiej B-klasy w grupie Bytom II.